# Thái Khải Dĩnh
Thái Khải Dĩnh (tiếng Trung: 蔡愷穎, tiếng Anh: Lolita Tsoi Hoi Wing; sinh ngày 18 tháng 1 năm 2003). Là nữ ca sĩ và diễn viên Hồng Kông, thí sinh top 15 của chương trình tìm kiếm tài năng ca hát "Thanh mộng truyền kỳ" mùa 1 TVB. Hiện tại là diễn viên hợp đồng người quản lý TVB, ca sĩ "Âm nhạc Ái Bạo" trực thuộc TVB Music Group.

## Kinh nghiệm cá nhân

### Năm 2003 - 2019: Cuộc sống thuở nhỏ
Thái Khải Dĩnh lúc nhỏ học Trường Công lập Chợ cũ Đại Bộ (đường Bảo Hồ) và Trung học Vương Triệu Chi, sau này theo học bằng Cử nhân Nghệ thuật Danh dự (Âm nhạc) về Văn hóa và Nghệ thuật sáng tạo tại Đại học Sư phạm Hồng Kông. Năm 2019, từng tham gia Cuộc thi ca hát Sinh hoạt hè Thanh thiếu niên khu Đại Bộ 2019 do Hội đồng Phát triển Văn nghệ của Ủy ban Hoạt động Thiếu niên khu Đại Bộ tổ chức, trong vòng loại biểu diễn bài hát "Nói xa là xa" (說散就散) của Trần Vịnh Đồng, cuối cùng đạt hạng nhất trong trận chung kết.

### Năm 2020 - 2021: Tham gia "Thanh mộng truyền kỳ"
Giữa năm 2020, Thái Khải Dĩnh báo danh tham gia chương trình tìm kiếm tài năng ca hát "Thanh mộng truyền kỳ" TVB, thành công vào vòng trong, lấy tên fandom là "Hủ Tiếu" (河粉).
Năm 2021, sau khi biểu diễn bài hát "Tư duy khoa học" (心之科學) của Dung Tổ Nhi trong tập 2 của chương trình, cô ấy đã bị loại với số điểm thấp nhất là 4 điểm và dừng chân ở top 15, sau đó cô ấy bắt đầu tham gia các chương trình tổng hợp của TVB. Ngày 12 - 15/8 cùng năm, cô ấy cùng các huấn luyện viên và 14 thí sinh biểu diễn 4 ngày trong concert tốt nghiệp “Thanh · Mộng Phi Hành First Live On Stage” tại sân vận động Macpherson Vượng Giác, là concert bán vé công khai đầu tiên mà cô ấy tham gia. Tháng 12 cùng năm, phát sóng phim truyền hình thanh xuân vườn trường "Thanh xuân bản ngã" do các học viên "Thanh mộng truyền kỳ" và "Thịnh · Vũ giả" diễn chính, trong phim này cô ấy diễn vai "Lư Lệ Thắng", đây là bộ phim đầu tiên cô ấy tham gia diễn xuất.
| Tập                     | Ngày phát sóng | Bài hát biểu diễn                       | Ghi chú               |
| ----------------------- | -------------- | --------------------------------------- | --------------------- |
| 2 (Vòng 1: Đấu cá nhân) | 24/4/2021      | 心之科學/ Tư duy khoa học - Dung Tổ Nhi | Đạt 4 điểm và bị loại |

## Tác phẩm âm nhạc

### Đơn khúc
| Ngày phát hành | Bài hát                                                | Viết nhạc        | Viết lời                        | Biên khúc      | Giám chế                 | Ghi chú |
| 2021           | 2021                                                   | 2021             | 2021                            | 2021           | 2021                     | 2021 |
| -------------- | ------------------------------------------------------ | ---------------- | ------------------------------- | -------------- | ------------------------ | --- |
| 5/4            | 造夢時學會飛行 Học được cách bay khi theo đuổi ước mơ  | Từ Lạc Thương    | Trương Mỹ Hiền                  | Johnny Yim     | Vi Cảnh Vân, Hà Triết Đồ | Nhạc chủ đề Thanh mộng truyền kỳ Hát cùng toàn thể học viên Thanh mộng truyền kỳ mùa 1                           |
| 11/7           | 奪金 Đoạt Kim                                          | Trắc Điền        | Vương Tổ Lam                    | Dough-Boy      | Trắc Điền, Erik Kwok     | Nhạc chủ đề Olympic 2020 TVB Hát cùng toàn thể huấn luyện viên và học viên Thanh mộng truyền kỳ mùa 1            |
| 12/5           | 快啲快啲 Nhanh lên nhanh lên                           | Johnny Yim       | Lý Mẫn, Bành Gia Duy            | Johnny Yim     | Johnny Yim               | Nhạc đệm phim TVB Thanh xuân bản ngã Hát cùng các diễn viên chính của phim                                       |
| 2022           |                                                        |                  |                                 |                |                          | |
| 1/2            | 一起向未來 Cùng hướng đến tương lai                    | Thường Thạch Lỗi | Vương Bình Cửu                  | Thất Cửu       | Triệu Tăng Hy            | Nhạc chủ đề Thế vận hội Mùa đông 2022 Hát cùng nhiều nghệ sĩ                                                     |
| 19/2           | 獅子山下 同心抗疫 Dưới núi Sư Tử, đồng lòng chống dịch | Cố Gia Huy       | Lư Vĩnh Cường                   | Huỳnh An Hoằng | Ngũ Trọng Hành           | Bài hát chống dịch do TVB sản xuất để hưởng ứng làn sóng COVID-19 lần thứ năm ở Hong Kong Hát cùng nhiều nghệ sĩ |
| 27/2           | 夢想這信仰 Mơ tưởng tín ngưỡng này                     | Andy Schaub      | Tiển Tĩnh Phong/ Thái Khải Dĩnh | Nic Tsui       | Vương Song Tuấn          | Nhạc chủ đề "Thanh mộng Junior" Hát cùng Tiển Tĩnh Phong, Hà Tấn Lạc, Lâm Quân Liên, Văn Khải Đình               |

### Thành tích bài hát phái đài
| Thành tích bài hát phái đài (5 đài) | Thành tích bài hát phái đài (5 đài) | Thành tích bài hát phái đài (5 đài) | Thành tích bài hát phái đài (5 đài) | Thành tích bài hát phái đài (5 đài) | Thành tích bài hát phái đài (5 đài) | Thành tích bài hát phái đài (5 đài) | Thành tích bài hát phái đài (5 đài)                                                                   |
| ----------------------------------- | ----------------------------------- | ----------------------------------- | ----------------------------------- | ----------------------------------- | ----------------------------------- | ----------------------------------- | --- |
| Đĩa hát                             | Bài hát                             | 903                                 | RTHK                                | 997                                 | TVB                                 | ViuTV                               | Ghi chú                                                                                               |
| Năm 2021                            |                                     |                                     |                                     |                                     |                                     |                                     | |
|                                     | 奪金 Đoạt kim                       | -                                   | ×                                   | ×                                   | 1                                   | ×                                   | Nhạc chủ đề Olympic 2020 TVB Hát cùng toàn thể huấn luyện viên và học viên Thanh mộng truyền kỳ mùa 1 |
| Năm 2022                            |                                     |                                     |                                     |                                     |                                     |                                     | |
|                                     | 夢想這信仰 Mơ tưởng tín ngưỡng này  | ×                                   | ×                                   | ×                                   | -                                   | ×                                   | Nhạc chủ đề "Thanh mộng Junior" Hát cùng Tiển Tĩnh Phong, Hà Tấn Lạc, Lâm Quân Liên, Văn Khải Đình    |

| Tổng số bài quán quân các đài | Tổng số bài quán quân các đài | Tổng số bài quán quân các đài | Tổng số bài quán quân các đài | Tổng số bài quán quân các đài | Tổng số bài quán quân các đài  |
| ----------------------------- | ----------------------------- | ----------------------------- | ----------------------------- | ----------------------------- | ------------------------------ |
| 903                           | RTHK                          | 997                           | TVB                           | ViuTV                         | Ghi chú                        |
| 0                             | 0                             | 0                             | 1                             | 0                             | Tổng số bài quán quân 5 đài：0 |

- （*）Đang lên bảng
- （-）Chưa thể lên bảng
- （×）Không có phát đài

## Tác phẩm diễn xuất

### Phim truyền hình (TVB)
| Phát sóng | Tên phim                    | Vai diễn                    |
| --------- | --------------------------- | --------------------------- |
| 2021      | 青春本我 Thanh xuân bản ngã | 盧麗勝 (Lolita) Lư Lệ Thắng |

### Chương trình tổng hợp (TVB)
| Phát sóng | Tên chương trình                                                | Ghi chú                                                                     |
| --------- | --------------------------------------------------------------- | --------------------------------------------------------------------------- |
| 2020      | 萬千星輝賀台慶 Khánh đài TVB                                    | Cùng các học viên Thanh mộng truyền kỳ làm khách mời biểu diễn              |
| 2021      | 聲夢傳奇 第一次召集 Thanh mộng truyền kỳ Lần triệu tập đầu tiên | Cùng Văn Khải Đình, Lâm Chỉ Nghệ biểu diễn "Điều em hoài niệm" - Tôn Yến Tư |
| 2021      | 聲夢傳奇 繼續召集Thanh mộng truyền kỳ Tiếp tục triệu tập        | Chương trình đặc biệt của "#後生仔傾吓偈"                                   |
| 2021      | 聲夢傳奇 Thanh mộng truyền kỳ                                   | Thí sinh                                                                    |
| 2021      | Staries聲夢定時動態 Staries Thanh mộng động thái hẹn giờ        | Diễn xuất cố định                                                           |
| 2021      | 聲夢傳奇 傳奇誕生Thanh mộng truyền kỳ Truyền kỳ ra đời          | Diễn xuất cố định                                                           |
| 2021      | 2021年度香港小姐競選 Cuộc thi Hoa hậu Hong Kong 2021            | Khách mời biểu diễn                                                         |
| 2022      | 聲夢JUNIOR Thanh mộng Junior                                    | Trợ giáo                                                                    |

## Concert
| Ngày           | Tên concert                                                                         | Số sân | Nơi tổ chức                                   | Đơn vị tổ chức                 | Ghi chú |
| -------------- | ----------------------------------------------------------------------------------- | ------ | --------------------------------------------- | ------------------------------ | --- |
| 12 - 15/8/2021 | 聲·夢飛行 First Live On Stage Thanh · Mộng phi hành Lần đầu trực tiếp trên sân khấu | 4      | Sân vận động Macpherson Vượng Giác            | TVB, Giải trí Tinh Mộng        | Concert tốt nghiệp Thanh mộng truyền kỳ mùa 1                                                              |
| 23/11/2021     | Fubon GO x 聲夢傳奇《唱出初心》 Fubon GO x Thanh mộng truyền kỳ "Xướng xuất sơ tâm" | 1      | Phòng yến tiệc Quảng trường Mira Tiêm Sa Chủy | Ngân hàng Phú Bang (Hồng Kông) | Cùng Văn Khải Đình, Lâm Chỉ Nghệ biểu diễn "Điều em hoài niệm" - Tôn Yến Tư                                |
| 27/12/2021     | 仁濟 x 聲夢 Live with Youth Nhân Tế x Thanh Mộng Live with Youth                    | 1      | Đại hội đường Thuyên Loan                     | Bệnh viện Nhân Tế              | Cùng các học viên Thanh mộng truyền kỳ làm khách mời biểu diễn                                             |
| 1/1/2022       | 聲夢維港Party Together演唱會2022 Concert Thanh mộng duy cảng Party Together 2022    | 1      | Không gian hoạt đông ven biển Trung Hoàn      | NEW TV                         | Concert Nguyên đán Tham gia cùng các ca sĩ Giải trí Tinh Mộng và Âm nhạc Ái Bạo (ngoại trừ Huỳnh Dịch Bân) |

## Quảng cáo và đại ngôn
| Năm  | Nội dung                                                                                         | Ghi chú                                         |
| ---- | ------------------------------------------------------------------------------------------------ | ----------------------------------------------- |
| 2021 | 【Rút thưởng Fubon GO x "Thanh · Mộng Phi Hành FIRST LIVE ON STAGE"】của Ngân hàng Phú Bang      | Cùng với các học viên Thanh mộng truyền kỳ khác |
| 2021 | 【Fubon GO x Thanh mộng truyền kỳ "Xướng xuất sơ tâm Sing-along with us"】của Ngân hàng Phú Bang | Cùng với các học viên Thanh mộng truyền kỳ khác |

## Giải thưởng và đề cử
| Năm  | Đơn vị phát thưởng    | Giải thưởng                             | Tác phẩm                               | Kết quả                                                         |
| ---- | --------------------- | --------------------------------------- | -------------------------------------- | --------------------------------------------------------------- |
| 2021 | Lễ trao giải TVB 2021 | Ca khúc truyền hình được yêu thích nhất | Học được cách bay khi theo đuổi ước mơ | Đoạt giải cùng các học viên Thanh mộng truyền kỳ                |
| 2021 | Lễ trao giải TVB 2021 | Ca khúc truyền hình được yêu thích nhất | Đoạt Kim                               | Đề cử cùng các huấn luyện viên và học viên Thanh mộng truyền kỳ |